# Conopea galeata
Conopea galeata is een zeepokkensoort uit de familie Balanidae. De wetenschappelijke naam is gepubliceerd in 1771 door Linnaeus.